# Laboratório Nacional de Tempestades Severas dos Estados Unidos

Selo oficial do Laboratório Nacional de Tempestades Severas

O Laboratório Nacional de Tempestades Severas dos Estados Unidos (National Severe Storms Laboratory - NSSL) é um laboratório de pesquisas meteorológicas da National Oceanic and Atmospheric Administration, localizada no Cento Nacional de Meteorologia (National Weather Center - NWC), em Norman, no estado americano de Oklahoma. O NSSL investiga todos os aspectos do tempo severo para melhorar avisos de tempo severo, além de previsões meteorológicas, com o objetivo de salvar vidas e reduzir os prejuízos à propriedades. As áreas de pesquisa incluem pesquisas em radares meteorológicos, em ferramentas de detecção alogorítmica automatizada para uso em radares meteorológicos, e em pesquisas básicas de tornados enteder a gênese destes fenômenos extremamente severos.
Os cientistas da FSSL desenvolveram o primeiro radar Doppler e têm contribuído significativamente para o desenvolvimento da NEXRAD, além de contribuições nas pesquisas de radares meteorológicos móveis.
O NSSL também trabalha juntamente com o Centro de Previsão de Tempestades para ajudar a verificar e melhorar o sistema de previsão de tempo severo.